# Khand (Bansagar)
Khand(Bansagar) là một thị xã và là một nagar panchayat của quận Shahdol thuộc bang Madhya Pradesh, Ấn Độ.

## Nhân khẩu
Theo điều tra dân số năm 2001 của Ấn Độ, Khand(Bansagar) có dân số 10.940 người. Phái nam chiếm 54% tổng số dân và phái nữ chiếm 46%. Khand(Bansagar) có tỷ lệ 62% biết đọc biết viết, cao hơn tỷ lệ trung bình toàn quốc là 59,5%: tỷ lệ cho phái nam là 72%, và tỷ lệ cho phái nữ là 50%. Tại Khand(Bansagar), 14% dân số nhỏ hơn 6 tuổi.